# Cendono (Purwosari)
Cendono is een bestuurslaag in het regentschap Pasuruan van de provincie Oost-Java, Indonesië. Cendono telt 3628 inwoners (volkstelling 2010).